# هربرت جي. غروفر
هربرت جي. غروفر هو شخصية أعمال وسياسي أمريكي، ولد في 5 فبراير 1937. نشط حزبياً في الحزب الديمقراطي. وقد انتخب عضو جمعية ولاية ويسكونسن ‏.